# 中出三也
中出 三也（なかで さんや、1897年 - 1971年）は、日本の画家。
東京出身。商業高校卒業後、岡田三郎助の本郷洋画研究所で学んだ。1917年に院展で初入選した。1928年には帝展に初入選した。後に新文展でも入選した。
1936年ベルリンオリンピックの芸術競技の絵画種目に、「自転車練習」という題名の作品を出品した。
戦後は三重県松阪市に転居し、そこで死去した。
同じく画家の甲斐仁代と共に生活していた。